# 麻宮楓
麻宮 楓（あさみや かえで）は日本の小説家。大阪府在住。

## 経歴
2006年に実施された第3回MF文庫Jライトノベル新人賞の第三次予備審査にて、『リングの向こう側』で第一次選考止まり。その後、2007年実施の第14回電撃小説大賞にて最終選考まで残った作品『リリスにおまかせ!』の出版が決定し、2008年6月に小説家としてのデビューを果たした。近年はマーダーミステリーの作品発表もしている。

## 人物
花田一三六に影響を受け、注目し続けている。

## 作品リスト
- きみのぱんつを守りたい!（イラスト：ネムネム、電撃文庫、アスキー・メディアワークス）
- なないろリバーシブル（イラスト：Show、電撃文庫、アスキー・メディアワークス）
- はじめてのクソゲー（イラスト：ネムネム、電撃文庫、アスキー・メディアワークス）
- まじ×どら（イラスト：有河サトル、電撃文庫、アスキー・メディアワークス）
- リリスにおまかせ！（イラスト：梱枝りこ、電撃文庫、アスキー・メディアワークス）
- クローズドセブン（イラスト：すらだまみ、電撃文庫、アスキー・メディアワークス）
- 姫咲アテナは実在しない。（イラスト：くうねりん、電撃文庫、アスキー・メディアワークス）
- 不死者と暗殺者のデスゲーム製作活動（イラスト：しぐれうい、電撃文庫、アスキー・メディアワークス）